# Liste der Baudenkmale in Barver
In der Liste der Baudenkmale in Barver sind alle Baudenkmale der niedersächsischen Gemeinde Barver aufgelistet. Die Quelle der Baudenkmale ist der Denkmalatlas Niedersachsen. Der Stand der Liste ist der 21. März 2021.

## Allgemein
In den Spalten befinden sich folgende Informationen:
- Lage: die Adresse des Baudenkmales und die geographischen Koordinaten. Kartenansicht, um Koordinaten zu setzen. In der Kartenansicht sind Baudenkmale ohne Koordinaten mit einem roten Marker dargestellt und können in der Karte gesetzt werden. Baudenkmale ohne Bild sind mit einem blauen Marker gekennzeichnet, Baudenkmale mit Bild mit einem grünen Marker.
- Bezeichnung: Bezeichnung des Baudenkmales
- Beschreibung: die Beschreibung des Baudenkmales. Unter § 3 Abs. 2 NDSchG werden Einzeldenkmale und unter § 3 Abs. 3 NDSchG Gruppen baulicher Anlagen und deren Bestandteile ausgewiesen.
- ID: die Objekt-ID des Baudenkmales
- Bild: ein Bild des Baudenkmales, ggf. zusätzlich mit einem Link zu weiteren Fotos des Baudenkmals im Medienarchiv Wikimedia Commons. Wenn man auf das Kamerasymbol klickt, können Fotos zu Baudenkmalen aus dieser Liste hochgeladen werden:

## Barver

### Gruppe: Hofanlage I Barver
Die Gruppe „Hofanlage I Barver“ hat die ID 34626791.

| Lage                                             | Bezeichnung              | Beschreibung | ID       | Bild |
| ------------------------------------------------ | ------------------------ | ------------ | -------- | ---- |
| Barnstorfer Straße 6 52° 37′ 38″ N, 8° 35′ 9″ O  | Wohn-/Wirtschaftsgebäude |              | 34426493 |      |
| Barnstorfer Straße 6 52° 37′ 36″ N, 8° 35′ 8″ O  | Baumbestand              |              | 34426451 |      |
| Barnstorfer Straße 6 52° 37′ 37″ N, 8° 35′ 10″ O | Nebengebäude             |              | 34426472 |      |

### Gruppe: Hofanlage II Barver
Die Gruppe „Hofanlage II Barver“ hat die ID 34626856.

| Lage                                         | Bezeichnung              | Beschreibung | ID       | Bild |
| -------------------------------------------- | ------------------------ | ------------ | -------- | ---- |
| An den Bülten 10 52° 37′ 23″ N, 8° 35′ 25″ O | Wohn-/Wirtschaftsgebäude |              | 34426406 |      |
| An den Bülten 10 52° 37′ 24″ N, 8° 35′ 23″ O | Nebengebäude             |              | 34426430 |      |
| An den Bülten 10 52° 37′ 23″ N, 8° 35′ 23″ O | Wohn-/Wirtschaftsgebäude |              | 34426382 |      |

### Gruppe: Hofanlage Barver
Die Gruppe „Hofanlage Barver“ hat die ID 34626810.

| Lage                                              | Bezeichnung              | Beschreibung | ID       | Bild |
| ------------------------------------------------- | ------------------------ | ------------ | -------- | ---- |
| Barnstorfer Straße 39 52° 36′ 41″ N, 8° 35′ 26″ O | Wohn-/Wirtschaftsgebäude |              | 34426602 |      |
| Barnstorfer Straße 39 52° 36′ 42″ N, 8° 35′ 24″ O | Baumbestand              |              | 34426517 |      |
| Barnstorfer Straße 39 52° 36′ 40″ N, 8° 35′ 25″ O | Nebengebäude             |              | 34426581 |      |
| Barnstorfer Straße 39 52° 36′ 41″ N, 8° 35′ 24″ O | Doppelheuerhaus          |              | 34426539 |      |
| Barnstorfer Straße 39 52° 36′ 43″ N, 8° 35′ 22″ O | Nebengebäude             |              | 34426560 |      |

### Einzelbaudenkmale
| Lage                                               | Bezeichnung              | Beschreibung     | ID       | Bild           |
| -------------------------------------------------- | ------------------------ | ---------------- | -------- | -------------- |
| Barnstorfer Straße 316 52° 37′ 32″ N, 8° 34′ 34″ O | Mühle                    | Barver Windmühle | 34426626 | Weitere Bilder |
| Oldewager Straße 292 52° 37′ 32″ N, 8° 34′ 3″ O    | Wohn-/Wirtschaftsgebäude |                  | 34426801 |                |
| Oldewager Straße 292 52° 37′ 32″ N, 8° 34′ 1″ O    | Baumbestand              |                  | 34426893 |                |
| Oldewager Straße 2 52° 37′ 38″ N, 8° 33′ 0″ O      | Speicher                 |                  | 34426777 |                |
| Osterfeld 288 52° 36′ 31″ N, 8° 36′ 20″ O          | Wohn-/Wirtschaftsgebäude |                  | 34426678 |                |
| Sulinger Straße 13 52° 36′ 32″ N, 8° 36′ 29″ O     | Wohn-/Wirtschaftsgebäude |                  | 34426703 |                |
| Wagenfelder Straße 40 52° 36′ 29″ N, 8° 34′ 59″ O  | Wohn-/Wirtschaftsgebäude |                  | 34426727 |                |
| Im Felde 6 52° 36′ 55″ N, 8° 36′ 35″ O             | Wohn-/Wirtschaftsgebäude |                  | 34426654 |                |